# Hard (canção)
"Hard" é uma canção da cantora barbadense Rihanna, gravada para o seu quarto álbum de estúdio, Rated R. Conta com a colaboração do rapper Young Jeezy. Foi escrita por Terius Nash, Christopher Stewart, Robyn Fenty, Jay Jenkins, e produzida por The-Dream, Tricky Stewart. A sua gravação decorreu em 2009, nos estúdios Davout em Paris, The Boom Boom Room e Burbank na Califórnia, Legacy Recording Studios em Nova Iorque e Triangle Sound Studios na Geórgia. Deriva de origens estilísticas de hip-hop e R&B, composta num ambiente festivo de elite, protagonizando um regime militar envolto em cenas quentes e provocadoras. A música serve como segundo single do disco, lançado para o mercado norte-americano através das rádios a 10 de novembro de 2009 e para o britânico a 16 de agosto de 2010 em formato físico. Foram feitas remisturas da faixa por Lil Kim e Trey Songz, sendo também lançado digitalmente um conjunto de nove edições misturadas através de um EP.
A sua primeira performance completa foi no concerto promocional organizado pela Nokia, para promover o lançamento do álbum da cantora. Desde aí, foram feitas várias atuações da canção, incluindo na cerimónia de entrega de prémios American Music Awards, e posteriormente na digressão Last Girl on Earth Tour que percorreu várias cidades europeias, como Londres, Antuérpia, Marselha e Hamburgo, e também norte-americanas, como Miami, Toronto e Chicago. Críticos contemporâneos atribuíram opiniões positivas à canção, que ressalvaram a vibração hip-hop e os vocais monótonos de Rihanna. Alcançou a oitava posição na Billboard Hot 100 nos Estados Unidos, nona posição na Canadian Hot 100, do Canadá, além de ter estado listada entre as dez melhores na Nova Zelândia. O seu desempenho comercial resultou na sua certificação com dois discos de platina pela Recording Industry Association of America (RIAA) nos Estados Unidos, e a 27 de junho de 2010 venceu na categoria Viewer's Choice Award da cerimónia BET Awards de 2010.
O vídeo musical, dirigido por Melina Matsoukas, foi lançado a 17 de dezembro de 2009 através dos canais televisivos MTV e VH1. As cenas retratam um ambiente de regime militar, em cenários no deserto, resultando em críticas mistas por parte dos críticos profissionais. No entanto, tanto a música como o vídeo, renderam o destaque por parte da média devido à mudança de rota do género musical de Rihanna.

## Antecedentes e divulgação

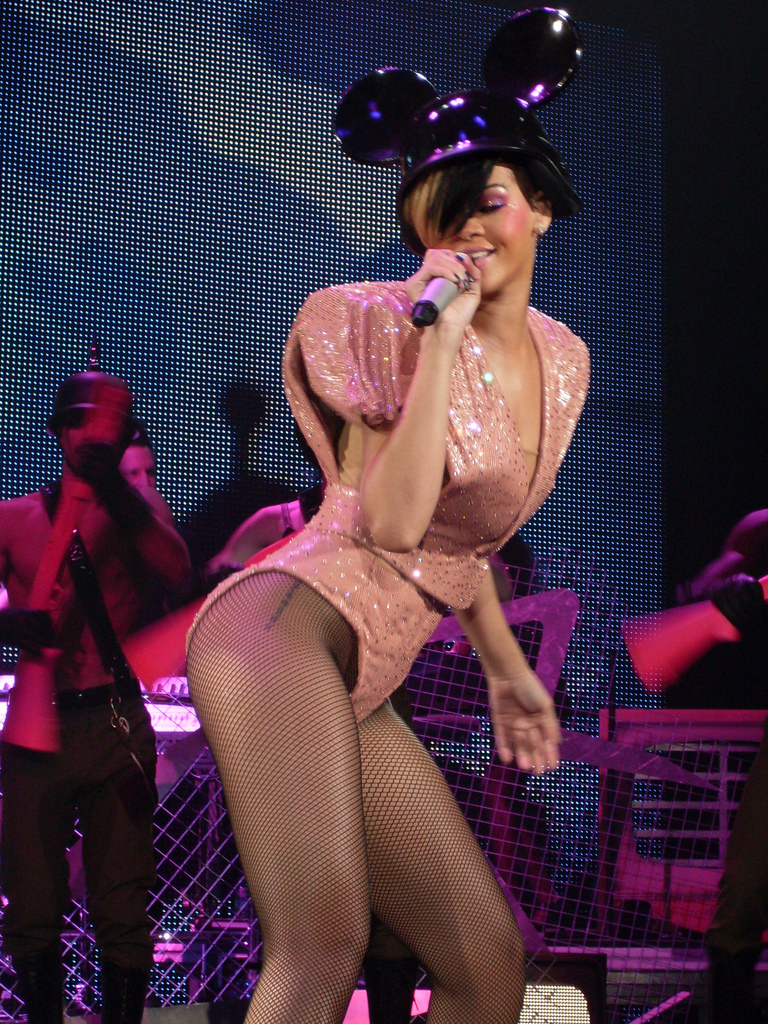
Rihanna ao vivo, interpretando "Hard", na sua digressão Last Girl on Earth Tour, na Antuérpia.

Inicialmente, o segundo single seria a faixa "Wait Your Turn", entretanto Ryan Seacrest esclareceu que esta era apenas uma canção promocional para o álbum e que "Hard" seria a segunda música de trabalho. Durante uma entrevista à MTV, a cantora disse:
| “ | Quando ouvi a canção pela primeira vez, estava em Paris, Dream e Tricky, voaram para lá e reproduziram-me a faixa. Fizeram-me umas quantas músicas, mas fiquei presa a esta. Tinha uma arrogância tal, que está tão longe de quem eu sou... que é parte da razão pela qual eu a quis fazer. Foi muito divertido. De me gabar. Muita atitude. Young Jeezy foi a pessoa perfeita para o tema da canção. Para vibração da música. Eu adoro, adoro, adoro os seus versos. Ele acrescentou muito mais para a faixa. | ” |

A divulgação consistiu em várias performances realizadas pela cantora, começando a 8 de novembro de 2009 no concerto de Jay-Z no Pauley Pavilion da Universidade da Califórnia em Los Angeles. A promoção estendeu-se ao alinhamento do concerto promocional promovido pela Nokia a 16 de novembro de 2009, e ainda em cerimónias anuais de entrega de prémios, como a American Music Awards, a 22 de novembro do mesmo ano, e a 27 de março de 2010, que foi cantada juntamente com "Rude Boy" e "Don't Stop the Music" na Nickelodeon Kids' Choice Awards.
Jeezy juntou-se à cantora para a divulgação, e juntos actuaram no Saturday Night Live e no programa 106 & Park do canal televisivo BET. Rihanna também atuou no programa de final de ano da NBC, e a canção fez parte dos festivais Big Weekend Music Festival da rádio britânica BBC Radio 1 e Super Bow Fan Jam, transmitido pelo VH1.  Na digressão mundial Last Girl on Earth Tour, "Hard" foi a segunda faixa do alinhamento.

## Estilo musical e letra
"Hard" é uma canção que combina estilos hip-hop com R&B, produzida por The-Dream e Tricky Stewart. Foi escrita por The-Dream, Christopher Stewart, Robyn Fenty e Jay Jenkins. Quando deu a entrevista à Rap-Up antes de os detalhes da canção serem revelados, Stewart disse: "Eu não posso falar sobre o que aconteceu, mas é realmente bom para mim [risos]. Nós entregamos-nos muito, é uma faixa muito grande, mas não posso dizer qual é o nome dela nem nada, apenas pelo simples facto de que é segredo. E definitivamente vai ser um single. É ou vai ser o primeiro ou o segundo. Eu sei que sim". Tricky descreveu a música como "cortante", e um "estrondo de discoteca". Quando perguntado se era melhor que "Umbrella", o compositor respondeu: "Não, é diferente. É uma estrela a dar um passo numa direcção totalmente diferente."
Outro dos compositores da música, Terius Nash, afirmou que a canção o refletia, e que a maioria dos seus trabalhos servem para transmitir o que as pessoas sentem ou o que estão a passar. Foi o primeiro trabalho em que Young Jeezy assinou apenas como "Jeezy", invés do seu nome artístico de longa data. A capa do single foi lançada na Internet a 10 de Novembro de 2009, mostrando a cantora semi-nua.
Segundo a MTV, a faixa transmite um ambiente de festa em que a dupla de cantores "não se contêm em demonstrar o seu estatuto de elite". A música abre com um solo de bateria abrasiva, misturando batidas de hip hop e rap. É composta na chave de si menor com o alcance vocal que vai desde da nota baixa de sol de três oitavas, para a nota de alta de si de cinco. A letra da canção trata um ambiente de militar, em que a postura da cantora é diferente das músicas anteriores, fazendo valer o reforço do rapper Jeezy.

## Faixas e formatos
Para além de ser lançado fisicamente, "Hard" recebeu algumas remisturas oficiais, incluindo com a participação de Lil' Kim. O cantor norte-americano de R&B Trey Songz também concebeu um remix freestyle. Posteriormente, foi lançada uma compilação de remisturas em formato CD da faixa.
| CD single      |                                       |         |  |
| N.º            | Título                                | Duração |  |
| 1.             | "Hard" (com Jeezy) (versão censurada) | 4:14    |  |
| 2.             | "Hard" (com Jeezy) (versão explícita) | 4:14    |  |
| 3.             | "Hard" (com Jeezy) (instrumental)     | 4:12    |  |
| Duração total: | Duração total:                        | 12:40   |  |

| Remixes        |                    |                                   |         |  |
| N.º            | Título             | Remix                             | Duração |  |
| 1.             | "Hard" (com Jeezy) | Jump Smokers Clean Radio Edit     | 3:12    |  |
| 2.             | "Hard" (com Jeezy) | Chew Fu Clean Radio Edit          | 3:45    |  |
| 3.             | "Hard" (com Jeezy) | Jody Den Broader Clean Radio Edit | 3:32    |  |
| 4.             | "Hard" (com Jeezy) | Jump Smokers Extended             | 3:37    |  |
| 5.             | "Hard" (com Jeezy) | Chew Fu Extended                  | 5:29    |  |
| 6.             | "Hard" (com Jeezy) | Jody Den Broader Club Remix       | 6:45    |  |
| 7.             | "Hard" (com Jeezy) | Jody Den Broader Dub              | 6:45    |  |
| Duração total: | Duração total:     | Duração total:                    | 31:45   |  |

## Vídeo musical
As gravações decorreram a 2 e 3 de dezembro de 2009, dirigidas por Melina Matsoukas. Rihanna disse à MTV que o conceito do vídeo baseava-se numa cultura militar, que consistia na existência de tanques, tropas, helicópteros e explosões. A cantora revelou ao canal televisivo que estava "entusiasmada" por gravar um trabalho cheio de "vestuários engraçados, balas e arte". Durante os dias das filmagens, foram reveladas na rede várias fotos e vídeos do espaço, com a cobertura do canal MTV que esteve presente durante gravações do vídeo. Rihanna referiu na entrevista que "Jezzy era perfeito para a canção":
| “ | Pensavam que eu não iria gostar da canção, e quando a ouvi, simplesmente fiquei apaixonada por ela. Tem um atitude tal... é uma faixa engraçada. Achei perfeita para o Jeezy! Foi feita para ter a sua colaboração, inclusive no vídeo, ele tinha de entrar mesmo. E acho que fez um ótimo trabalho. | ” |

Jezzy confessou que a sua participação no teledisco foi feita "através de uma conversação" em que o rapper depois de ver as roupas e a "atitude da canção", pensou: "Estou dentro! Alinho!".

No frame acima, Rihanna na primeira cena do vídeo, coordenando um conjunto de militares, e abaixo, numa das cenas seguintes trajada como uma cadete, metaforizando o título da faixa

O vídeo musical tem mais de quatro minutos, começando com Rihanna abordando as suas tropas usando um fato a rigor, óculos de sol, e um top branco, cena que é alternada entre uma sala de preparação militar. Na segunda cena, a cantora aparece a caminhar através do deserto vestindo um traje preto, com pontas pontiagudas a sair nos ombros, enquanto minas explodem em seu redor. Também é mostrando um clima de sedução, enquanto Rihanna se suja de lama rodeada de cadetes, sucedido por uma espécie de esconderijo onde são praticados jogos ilícitos e clandestinos, sendo que a artista acaba por vencer os respetivos adversários que são membros suas tropas. É mostrada uma cena breve de um tanque cor-de-rosa e um capacete com as orelhas alusivas a Mickey Mouse. Durante o verso de Jeezy, a cantora posa com uma arma, que altera entre cenas dela, cenas do rapper em cima de um tanque, e ainda de vários membros das tropas armados. No final do vídeo, Rihanna caminha com uma enorme bandeira com um "R" metalizado estampado. Para finalizar, são mostradas em mistura as várias fases iniciais do vídeo.
A sua estreia ocorreu a 17 de dezembro de 2009 via online nos sítios dos canais televisivos MTV e VH1. Peter Gaston da revista Spin Magazine disse que era um encontro entre "Rhythm Nation" de Janet Jackson e "Dirrty" de Christina Aguilera. Também analisou que "Rihanna em postos mal iluminados, explosões no deserto, e muito sedutoramente, faz uma pausa de acampamento para sujar-se com lama. Moralizadora, de facto!" Bill Lamb do sítio About.com criticou negativamente o projeto, referindo que foi "trivializado" de certa forma, de uma maneira glamorosa, chamando-o "um dos movimentos mais insípidos e ofensivos de uma artista pop importante na memória recente", salientando que o vídeo trata a forma sexual que a cantora revela de uma forma "pontual". James Montgomery da MTV referiu que era "claramente uma produção de grande orçamento, em que o que mais brilha é Rihanna". Montgomery exclamou que "ela nasceu para os holofotes, para ser o nome em cima da marquise, e em "Hard", é mais do que evidente". A repórter ainda elogiou a forma como a cantora "sabe conscientemente que este mundo de fantasia foi criado apenas para ela, e que nele tudo vale.

## Repercussão

### Análise da crítica
| Críticas profissionais | Críticas profissionais |
| Avaliações da crítica  | Avaliações da crítica  |
| Fonte                  | Avaliação              |
| ---------------------- | ---------------------- |
| Billboard              | (70/100)               |
| Digital Spy            | [ 40 ]                 |
| Pitchfork Media        | [ 41 ]                 |
| BBC                    | [ 42 ]                 |

Monica Herrerra da revista norte-americana Billboard diz que na canção, "Rihanna assume efetivamente a postura do hip-hop e até mesmo os recrutas de rua o fazem, juntando o último reforço do rapper Young Jeezy, que fornecem o impulso necessário para enviar uma canção com um refrão um pouco inerte". Apesar de Rihanna não estar na sua zona de conforto "típico", Herrera disse que "o atípico é precisamente o que ela tem apontado para como seu novo material, e que realmente funciona". The Guardian comentou que "Hard" "explora um vocal de Rihanna mais atraente, mal-humorado, gelado e monótono - exclusivamente entre o panteão de divas do R&B, soa muitas vezes como se estivesse prestes a revirar os seus olhos. Reduz o nível padrão de "Hard" - "correio de fãs de 27 milhões", oferecendo num tom que sugere que dececionou a maioria deles por nem sequer se preocupar em incluir um envelope endereçado e selado". Greg Kot do jornal britânico Chicago Tribune disse que a artista "ataca" na canção, com "a ajuda de um MC ainda mais duro, Young Jeezy".
New Musical Express entende que "embora Jay-Z não esteja envolvido na produção do disco, sua influência é tangível", e que os ecos de Rihanna exprimem as suas rimas internas na sua entoação - "Brilhante, resiliente, correio de 27 milhões de fãs". Leah Greenblatt da revista Entertainment Weekly incluiu "Hard" na lista das músicas de Rated R a partir de uma "sequência das piores raparigas via dancehall". Rap Reviews disse que a canção era "sólida e contagiante, um "triunfante hino à The Jackson 5". Na revisão, também disse que "o verso Jeezy é caracteristicamente forte", porém, a canção teve uma "batida limitada para a pista de dança" e precisava "ser 5bpm ou assim mais rápida". A Pitchfork Media afirmou que alguns dos disfarces do álbum "a bala é bom para o ponto alto do registo em "Hard", uma declaração de posse de poder amparada por uma ressaca numa batida".
Robert Copsey da Digital Spy atribuiu quatro estrelas de cinco máximas, afirmando que "para aqueles que precisavam ainda de mais provas da confiança inabalável de Robyn Fenty, a cantora deixa nesta faixa bem alto e claro". O repórter musical referiu ainda que a música é "uma mistura de chifres militares ameaçadores, sintetizadores e batidas nítidas", comparando parte do som ao da banda The Jackson 5. Ressalvou ainda a "convicção de gelo suficiente para deter uma debandada de elefantes com raiva". Fraser McAlpine da BBC, uma semana antes do single ser lançado no Reino Unido, fez crítica positiva à faixa, referindo a "forte" participação de Jeezy, e revelou em conclusão que a cantora "acrescentou muito às suas credenciais de hip-hop". A 27 de junho de 2010 venceu na categoria Viewer's Choice Award da cerimónia BET Awards de 2010.

### Desempenho nas tabelas musicais
"Hard" estreou na 80.ª posição na Billboard Hot 100 em 27 de novembro de 2009. Na semana seguinte, subiu 61 lugares até 19º. Quatro semanas mais tarde, subiu para décima primeira, em seguida, caiu para a décima oitava posição, seguindo a recuperar para a entrada no top 10, onde acabou por atingir a oitava posição como melhor na tabela musical, tornando-se a segunda faixa de Rated R a vigorar nos dez primeiros lugares. Também foi o seu décimo terceiro top 10 de vinte singles na década de 2000. A canção obteve a décima quarta posição como melhor na tabela Hot R&B/Hip-Hop Songs, a nona na Billboard Pop Songs, e a primeira posição na Billboard Dance/Club Play Songs, sucedendo-se a "Telephone" de Lady Gaga com Beyoncé e precedida por Kristine W com a faixa "The Power of Music". Foi certificada com dois discos de platina nos Estados Unidos pela RIAA vendendo mais de 1 milhão de cópias.
Embora tenha sido apenas enviado para as rádios norte-americanas, a música teve impacto mundial. Entrou na tabela australiana ARIA Singles Chart na 88.ª posição, obtendo a quinquagésima primeira como melhor, que coincidiu com o início da reprodução de "Rude Boy" nas rádios da Austrália. Na tabela New Zealand Singles Chart, "Hard" estreou na quadragésima posição e atingiu a décima quinta. Entrou na Canadian Hot 100 na 50.ª posição, obtendo a nona como melhor. Também entrou na quadragésima quarta posição na a 15 de Janeiro de 2010, e subiu onze lugares para a trigésima terceira posição na semana seguinte, tornando-se o décimo quarto single a atingir as quarenta mais vendidas na Irlanda. No Reino Unido, estreou na 55ª posição, cuja melhor posição foi a 42.ª na tabela musical UK Singles Chart.

### Posições
| Tabela musical (2009/2010)                   | Melhor posição |
| -------------------------------------------- | -------------- |
| Austrália - Australian Singles Chart         | 51             |
| Bélgica - Belgian Tip Chart (Valónia)        | 12             |
| Brasil - Brasil Hot 100 Airplay              | 52             |
| Canadá - Canadian Hot 100                    | 9              |
| Eslováquia - Slovakian Airplay Chart         | 21             |
| Estados Unidos - Billboard Hot 100           | 8              |
| Estados Unidos - Billboard R&B/Hip-Hop Songs | 14             |

| Tabelas musicais (2009/2010)                     | Melhor posição |
| ------------------------------------------------ | -------------- |
| Estados Unidos - Billboard Pop Songs             | 14             |
| Estados Unidos - Billboard Dance/Club Play Songs | 1              |
| Irlanda - Irish Singles Chart                    | 33             |
| Japão - Japan Hot 100                            | 82             |
| Nova Zelândia - NZ Top 40 Singles                | 15             |
| Reino Unido - UK Singles Chart                   | 42             |
| Suécia - Sverigetopplistan                       | 26             |

| Tabela musical (2010)                            | Posição |
| ------------------------------------------------ | ------- |
| Estados Unidos - Billboard Hot 100               | 49      |
| Estados Unidos - Billboard Dance/Club Play Songs | 30      |

| País           | Provedor | Certificação |
| -------------- | -------- | ------------ |
| Estados Unidos | RIAA     | 2× Platina   |

## Créditos
Todo o processo de elaboração da canção atribui os seguintes créditos pessoais:
- Rihanna – vocalista principal, composição;
- Jeezy - vocalista convidado, composição;
- The-Dream - composição, produção,;
- Tricky Stewart - composição, produção;
- Ross Parkin - assistência de gravação;
- Makeba Riddick - produção vocal;
- Marcos Tovar, Brian "B-LUV" Thomas, Andrew Wuepper, Chris "TEK" O’Ryan, Pat Thrall - engenharia;
- Cédric Culnaërt, Sébastien Salis, Luis Navarro, Tyler Van Dalen, Jason Sherwood, Steven Dennis - assistência;
- Jaycen Joshua - mistura;
  - Giancarlo Lino  - assistência.
- Monte Neuble - teclado adicional.

## Histórico de lançamento
Lançada apenas para o mercado norte-americano, "Hard" começou a ser reproduzida nas rádios em novembro de 2009. Mais tarde, foi lançada em versão EP digital, composto por um conjunto de sete remisturas. No decorrer do mês de agosto de 2010, foi promovido como single físico no Reino Unido.
| País           | Data                   | Formato                  | Editora discográfica |
| -------------- | ---------------------- | ------------------------ | -------------------- |
| Estados Unidos | 10 de novembro de 2009 | Rádios rhythmic e urban  | Def Jam              |
| Estados Unidos | 23 de novembro de 2009 | Rádio mainstream         | Def Jam              |
| Estados Unidos | 19 de janeiro de 2010  | EP digital de remisturas | Def Jam              |
| Reino Unido    | 16 de agosto de 2010   | CD single                | Mercury              |